# فولكان سنتور
فولكان سنتور هو صاروخ حامل من مرحلتين قيد التطوير من قبل شركة ائتلاف الإطلاق المتحد ومن المخطط إطلاق أول رحلة للصاروخ في 2022.